# 小行星1638
小行星1638（1638 Ruanda）是一颗围绕太阳公转的小行星。1935年5月3日，西里爾·傑克遜在约翰内斯堡发现了此天体。
該小行星以比利時的保護國盧安達-烏隆地命名。
这颗小行星的绝对星等为85.85263031873087等。